# Казионов, Дмитрий Александрович
Дми́трий Алекса́ндрович Казио́нов (род. 13 мая 1984, Ижевск) — российский хоккеист, нападающий, тренер. Мастер спорта России международного класса.

## Биография
Родился 13 мая 1984 года в Ижевске. Старший брат Дениса Казионова, который также является хоккеистом.
Выступал на позиции нападающего за московское «Динамо», ТХК, ЦСКА, «Ладу», «Ак Барс», магнитогорский «Металлург», «Торпедо», «Сочи» и «Северсталь». В составе казанцев (дважды) и магнитогорцев становился обладателем Кубка Гагарина. Серебряный призёр юниорского чемпионата мира, обладатель Континентального кубка. 
С 2008 по 2019 год провёл в КХЛ (в регулярном чемпионате и плей-офф) 607 игр, в которых забросил 65 шайб и сделал 90 передач.
В 2020 году завершил карьеру игрока. В 2022 году стал тренером женской хоккейной команды «Буз Адам», с который выиграл чемпионат Турции. Основал детскую хоккейную школу в Москве.
В качестве тренера на протяжении двух сезонов входил в тренерский штаб «Стальных Лисов» Станислава Шумика, в чемпионате 2024/2025 поработал в «Магнитке». Летом 2025 года Казионов возглавил «Стальных Лисов».

## Достижения
- Трёхкратный обладатель Кубка Гагарина КХЛ (2008/2009), (2009/2010) и (2013/14) — дважды в составе казанского «Ак барса» и один раз в составе магнитогорского «Металлурга».
- Трёхкратный серебряный призёр чемпионатов России (2005, 2007, 2017).
- Двуккратный бронзовый призёр чемпионатов России (2003, 2004).
- Двукратный обладатель Кубка европейских чемпионов (2006, 2007).
- Серебряный призёр чемпионата мира среди юниоров (2002).
- Обладатель Континентального Кубка 2008 г. в составе казанского «Ак Барса».